# کتابخانه‌های مجلس
کتابخانهٔ ملی مجلس فرانسه:
کتابخانهٔ ملی مجلس فرانسه که بنیان آن در ۱۷۸۹ گذاشته شد، نخستین مجموعهٔ کتاب خود را از انبارهای آثار مصادره شده دریافت کرد. موجودی این کتابخانه اینک ۶۷۰۰۰۰ جلد کتاب، ۱۵۰۰ عنوان نشریه ادواری و ۱۸۰۰نسخهٔ خطی است. این کتابخانه مورد استفادهٔ اعضای مجلس ملی و مراجعه‌کنندگانی است که مجوز استفاده از آن را دارند. در این کتابخانه، کتابشناسی‌ها و گزارش‌ها بنا به درخواست آماده می‌شود. استفاده از کتابخانهٔ مجلس سنا مختص اعضای آن است. این کتابخانه، مانند کتابخانهٔ مجلس ملی، عمدتاً آثاری در زمینهٔ حقوق، اقتصاد، و تاریخ دارد، اگرچه تعدادی مجموعه‌های خاص نیز دارد که بعدها به این کتابخانه اهدا شده است. سابقهٔ این کتابخانه به دوران انقلاب بازمی‌گردد و مجموعهٔ آن شامل ۵۰۰۰۰۰جلد کتاب و ۶۰۰جلد نشریهٔ ادواری است.